# Mælkebøttebørn
|  | Denne artikel er oprettet af botten Steenthbot ud fra en ekstern database. Den kan derfor have sproglige fejl eller mangler. Denne skabelon kan fjernes efter kontrol af indholdet. |

Mælkebøttebørn er en dansk filmskolefilm fra 2022 instrueret af Joey Moe.

## Handling
I forstaden Suburbia, det vi kender som blokken, møder vi Mælkebøttebørn.
Mælkebøttebørn vokser som vilde blomster. Du finder dem bryde gennem den mest solide beton. Robuste og stærke.
Et mælkebøttebarn er viet til vækst.
Med kun gift i stand til at dræbe, er spørgsmålet om overlevelse i fare.
Når den hårde vind kommer, bliver deres frø sat fri.
Og væksten fortsætter i den næste betongård

## Medvirkende
- Ali Najei, Erkan
- Arian Kashef, Amrak
- Diêm Camille, Penny
- Linda Olofsson, Melissa
- Frederik Carlsen, William
- Naya Uweis Pyskow, Mælkebøttebarnet